# Föresäng
Föresäng (fornsvenska: Förisæng, jämför Fyrisvall), var en kungsgård vid Uppsala, på det så kallade Islandet. Vid slutet av medeltiden var den bostad för fogden i Uppsala län. Där firade Sveriges kung Erik Eriksson sitt bröllop med Katarina Sunesdotter år 1243. Magnus Ladulås bodde i flera perioder på gården. År 1543 förstördes gården i en förödande stadsbrand.